# Tekella unisetosa
Tekella unisetosa är en spindelart som beskrevs av Forster 1988. Tekella unisetosa ingår i släktet Tekella och familjen Cyatholipidae. Inga underarter finns listade i Catalogue of Life.